# Guy Marcireau
Guy Marcireau est un illustrateur et un dessinateur de bandes dessinées français du XXe siècle.

## Biographie
Professeur de dessin, Guy Marcireau réalise à partir de 1949 des récits complets pour les éditions Ray-Flo, en particulier Sogor le Corsaire. En 1956, il illustre la série Jean la Misère dans le fascicule en couleurs Arc en ciel de la Société Française de Presse Illustrée. Pour la même maison, il réalise des séries éphémères, en particulier Morin le Fort dans les numéros 1 à 16 de Titan en 1963 et 1964. En ce qui concerne la presse quotidienne, il fournit quatre séries au Parisien Libéré de 1960 à 1967. La plus longue (505 bandes en plusieurs épisodes non titrés) est Monsieur Lecoq d'après les romans d'Émile Gaboriau; elle est considérée par  Henri Filippini, journaliste et historien de la bande dessinée, comme son travail le plus intéressant.
Après son ultime série, Douce Amère, il semble ensuite avoir abandonné la bande dessinée. Ses séries diffusées par la petite agence « Les auteurs réunis » ont connu une faible diffusion en province.